# Valea Ibanului
Valea Ibanului este o arie protejată de interes național ce corespunde categoriei a IV-a IUCN (rezervație naturală de tip paleontologic) situată în județul Gorj, pe teritoriul administrativ al comunei Scoarța.

## Localizare
Aria protejată Valea Ibanului este situată în partea central-nordică a  județului Gorj, în nord-estul satului Bobu, în dreapta drumului județean (DJ665C) ce leagă localitatea Colibași de satul Mogoșani. 

## Descriere
Rezervația naturală cu o suprafață de 1 ha. a fost declarată arie protejată prin Legea Nr.5 din 6 martie 2000 (privind aprobarea Planului de amenajare a teritoriului național - Secțiunea a III-a - zone protejate) și reprezintă un punct fosilifer în panta unui deal (constituit din rocă sedimentară alcătuită în cea mai mare parte din nisipuri marne și argile), unde s-au descoperit importante depozite de scoici (cochilii fosilizate) atribuite perioadei istorice a ponțianului 
mediu.